# ناديرعبد الرحمانوف
نادير قمبار أغلوعبد الرحمانوف (بالأذرية: Nadir Abdurrahmanov) – رسام، تم تكريمه بلقب فنان الشعب، حائز على جائزة حكومية في جمهورية أذربيجان الاشتراكية السوفيتية.

## حياته
ولد ناديرعبد الرحمانوف في 5 ديسمبر عام 1925 في لاتشين. بعد دراسته الثانوية إلتحق مدرسة أذربيجان الحكومية للفنون إسمه عزيم عزيمزاده بين 1941-1944.
فدرس في معهد سانت بطرسبرغ للفنون الجميلة والنحت والعمارة بين 1947-1953.
إلى جانب نشاطه الإبداعي المكثف عمل ناديرعبد الرحمانوف كمعلم في مدرسة أذربيجان الحكومية للفنون فشارك في تنشئة جيل الفنانين الشباب في أذربيجان.
منذ 1954 درس في مدرسة أذربيجان الحكومية للفنون، و من 1984 بروفسور في جامعة أذربيجان الحكومية للثقافة والفنون، كان مديرا في الورشة الإبداعية في أكاديمة أذربيجان للفنون.
حصل على الألقاب الفخرية فنان الشعب في 1964، و تكريم الفنان في جمهورية أذربيجان في 1960.
توفى ناديرعبد الرحمانوف في 26 يوليو عام 2008.

## جوائزه
- وسام شارة الشرف - 6 سبتمر عام 1959
- جائزة الحكومية في جمهورية أذربيجان الاشتراكية السوفيتية